# Лепи изглед
Лепи изглед је једна од најстаријих кафана у Београду, отворена 1872. године. После кафане ?, која је постоји од 1823. године, ово је друга најстарија кафана у Београду.

## Историјат
Лепи изглед је друга најстарија кафана у Београду, отворена крајем 19. века. Првобитно се налазила на углу улица Кнеза Милоша и Дринске, а после Другог светског рата, 1945. године, преселила се на Сењак, на угао улица Косте Главинића и Војислава Вучковића.
У време када је отворена, то је билa кафана на самом ободу града. У кафану су највише долазили виноградари из оближњих крајева, пошто се винова лоза узгајала по ободима београдских узвишења.
Крајем 19. века цео сокак који је водио низбрдо ка прузи имао је назив Лепи изглед. Сад се тако назива парк на тој локацији.
Ова кафана је знаменита и по томе што је у њу долазио Арчибалд Рајс 1915. године, што је навео у својој књизи
„Шта сам видео и преживео у великим данима”. У кафани, за који каже да је „живописна”, се сусрео са Веселином Чајкановићем.
У новинама „Правда” од 26. маја 1939. године, изашао је оглас који потписује „учтив угоститељ” Радомир Коцић. У огласу он обавештава читаоце да је преузео и реновирао кафану Лепи изглед у улици Великог Милоша бр. 90, и да је „снадбео најбољим жупским и смедеревским вином, као и са острва Виса”.
„Ракије све врсте, најбоље шумадинске, кујна домаћа и страна. Примам абонирце, кост дајем и ван радње. Роштиљ богато гурмански снабдевен, прасе и јагње сваког дана, печем на ражњу. Цене врло скромне.”
Пре Другог светског рата, у овој кафани се калио раднички покрет. Редован гост био је Драгиша Лапчевић, оснивач и председник Социјалдемократске партије. Цензурисане „Радничке новине” биле су излепљене по прозорима.
После Другог светског рата кафана Лепи изглед је пресељена на нову адресу, у зграду која на неки начин подсећа на ону стару. Кафана је конфискована и предата у руке „Угоститељског предузећа Мостар”. Тек од 1994. године кафана је поново у приватним рукама. Зграда је враћена старим власницима.
На старој адреси, улица кнеза Милоша, данас се налази солитер, а до 1999. године ту је била зграда Савезног СУП-а.

## Кафана данас
Кафана Лепи изглед данас је приземна кућица са баштом, столовима, столњацима и старинским прозорима. Спољашњи изглед подсећа делимично на стару кафану, али се унутрашњост доста променила. Кафана данас у понуди има разноразне домаће специјалитете, који су се јели и пре једног века.
У кафану су средином деведесетих, долазиле разне јавне личности, а многи филмови и серије управо су снимане на овој локацији. Неке сцене из филма  „Такси блуз” су снимане у овој кафани. Некада давно снимана и серија „Грлом у јагоде”. Чести гости кафане су били Цуне Гојковић и Вук Драшковић.